# Dypterygia
Dypterygia là một chi bướm đêm thuộc họ Noctuidae.

## Các loài
- Dypterygia andreji (Kardakoff, 1928)
- Dypterygia assuetus (Butler, 1879)
- Dypterygia caliginosa (Walker, 1858)
- Dypterygia cristifera Hampson, 1893
- Dypterygia dolens (Druce, 1909)
- Dypterygia fuscocana Strand, 1920
- Dypterygia ligata (Möschler, 1891)
- Dypterygia lignaris (Schaus, 1898)
- Dypterygia multistriata Warren, 1912
- Dypterygia nicea (Swinhoe, 1901)
- Dypterygia ordinarius (Butler, 1879)
- Dypterygia pallida Dognin, 1907
- Dypterygia patina (Harvey, 1875)
- Dypterygia punctirena (Walker, 1857)
- Dypterygia rozmani Berio, 1974
- Dypterygia scabriuscula (Linnaeus, 1758)
- Dypterygia subfusca (Wileman, 1912)